# Галиева, Гульжихан Галиевна
Гульжихан Галиевна Галиева (каз. Гүлжиһан Ғалиева; 11 ноября 1917 г., Илийский район Алматинской области — 4 августа 1982 г., Алма-Ата) — советская театральная актриса, народная артистка Казахской ССР (1968).

## Биография
Происходит из племени Сарыуйсын. Окончила казахскую студию при ГИТИС (Москва, 1938 год). Профессия - Актриса театра. В 1938—1941 годы играла в труппе Казахского музыкально-драматического театра, в 1941—1946 гг. работала в Центральной Объединённой киностудии художественных фильмов (ЦОКС). В 1946—1965 гг. трудилась в Казахской государственной филармонии. В 1965—1982 годы — художественный руководитель и директор Республиканской студии эстрадно-циркового искусства города Алма-Аты.
Является одной из организаторов "Казахского государственного цирка" и ансамбля «Гульдер».

## Награды
- Народная артистка Казахской ССР (1968)
- Орден «Знак Почёта» (3 января 1959) — за выдающиеся заслуги в развитии казахского искусства и литературы и в связи с декадой казахского искусства и литературы в гор. Москве
- Орден Трудового Красного Знамени

## Память
- На доме, где жила актриса последние годы (г. Алматы, пр. Достык, 44), установлена мемориальная доска
- В её честь названа улица в г. Алматы в микрорайоне Ожет, Алатауского района.